# Bundna händer – indianskt hantverk från Sydamerika
Bundna händer – indianskt hantverk från Sydamerika var en vandringsutställning som producerades av den statliga myndigheten Riksutställningar 1975 i samarbete med Latinamerika-institutet i Stockholm, Folkhögskolans lärarförening, Folkbildningsförbundet, Sida, Etnografiska museet. Utställningen var avsedd för att användas som en del av undervisningen på skolans mellan- och högstadium. Turnén över Sverige varade mellan 1975 och 1988 med besök i ett 80-tal orter.

## Bakgrund
Bundna händer hade sin bakgrund i 1960-talets politiska strömningar, som innebar ett ökande engagemang i väst för den fattigare delen av världen och de förhållanden som rådde där. Från Riksutställningars sida avspeglade sig den nya tiden i ett antal utställningar med ett påtagligt politiskt innehåll och budskap, bland annat de omtalade Den rike mannens bord och Sköna stund från 1968.

### Hantverket som politisk insats
Globala skillnader i välfärd diskuterades mer intensivt än tidigare, bland annat svårigheten för u-ländernas industrier att konkurrera med i-ländernas produktion. Situationen uppmärksammades av svenska konsthantverkare, som började få kännedom om villkoren för konsthantverkare i tredje världens länder och krävde solidaritet med dem. Dåtidens ledstjärnor för hantverkare i Sverige var designerna Buckminster Fuller och Victor Papanek, som ville designa produkter som passade konkreta behov i u-länderna, bland annat prisvärda bilar och andra saker som kunde köpas av vanligt folk. Det blev populärt för svenska studenter i ämnet konsthantverk att besöka länder i Afrika och Sydamerika för att lära känna ländernas kultur och förhållanden på plats. Många ville göra en insats och stödja småskaligt hantverk, som ansågs gynna långsiktig hållbarhet i motsats till västvärldens – enligt kritikerna – kommersialism och slöseri.
Konsthantverket kom under den här perioden att bli ett verktyg att uttrycka sitt politiska och konstnärliga ställningstagande med. Ett antal konsthantverkare och designers i Sverige ville försöka använda sina färdigheter för att arbeta för en delaktighets- och jämlikhetssträvan i en värld som till stora delar uppfattades som orättvis. Resultatet blev verk som präglades av nya motiv med intryck av den tidens strömningar och händelser i världen. Svenska konsthantverkare och konstnärer försökte hitta alternativa sätt att visa stöd för sina kollegor i fattiga länder och förändra synen på vad konsthantverk innebar. Hantverk som konst skulle fungera som ett politiskt uttalande, som markerade att konsthantverk i fortsättningen skulle vara något som angick alla och inte bara överklassen som något dyrt och exklusivt.

### Svenska grupperingar
Ett antal sammanslutningar startades därför av konstnärer som ville få kraft att manifestera sina ställningstaganden. Ett exempel på det var olika grupperingar med erfarenhet från textiltryck som bildade 10-gruppen, 1970, och Textilgruppen 1973. Några år senare kom glas- och keramikkooperativet Blås & Knåda.
Riksutställningar följde upp tidens tankegångar med flera utställningar. Samarbeten inleddes med vänföreningar och solidaritetsgrupper, där några var Afrikagrupperna, Latinamerikagrupperna och Svalan. För Riksutställningar innebar det  här att det blev möjligt att på ett mer nära vis skildra konsthantverkarnas situation i tredje världen genom utställningar med inköpta hantverksföremål från olika länder.
Utställningarna som producerades var ofta avsedda för skolan, bland annat Bundna händer – indianskt hantverk från Sydamerika, med exempel på konsthantverk från Sydamerika.
Andra utställningar, från Riksutställningar, på temat var Saker att ta i, en liten utställning med hantverksföremål från Östafrika blandade med hemslöjd från Västerbotten, och Vävda bilder av Maria Adlercreutz.

## Tema
Bundna händer – indianskt hantverk från Sydamerika ville skildra ett antal förtryckta etniska grupper och deras villkor genom att visa hantverksföremål från länderna Bolivia, Colombia, Ecuador, och Peru.
I utställningskatalogen fanns en målsättning i fem punkter:
- Att ge en presentation av Sydamerikas indianer och deras dåvarande situation.
- Att ge en fördjupad förståelse och kunskap om indianer genom studium av föremålen i lådorna.
- Att genom denna kunskap motverka rasism och en schablonmässig romantisering av etniska minoriteter.
- Att ge anvisningar till fortsatta studier.
- Att långsiktigt bidra till att skapa en opinion för etniska minoriteters rätt att själva bestämma över sin egen framtid.[9]

## Produktion
Bundna händer var en så kallad skåputställning, eller klassrumsutställning, och var avsedd för just grupparbeten i skolans klassrum inom samhällsorienterande och estetiska ämnesområden. Utställningens syfte var att motverka rasism och exotism, genom att öka kunskapen om den etniska grupp i Sydamerika som kallades för indianer och hur levnadsvillkoren för den såg ut. Över lång tid var avsikten att skapa en opinion för etniska minoriteters rätt att själva bestämma över sin framtid. Målgruppen var främst elever på högstadiet, men utställningen kunde också användas på mellanstadiet och av andra intresserade grupper.
Uppslaget till Bundna händer kom från Bengt Arne Runnerström och Gudrun Vahlqvist. Projektledare var Rigmor Eklund. Originalföremålen som ingick var insamlade av Bengt Arne Runnerström under resor i Sydamerika 1972 till 1973. Han besökte bland annat indianbyar i Bolivia, Colombia, Chile, Ecuador och Peru och samlade på sig hantverksföremål därifrån. Han skrev också dagbok och fotograferade tillverkningen av bruksföremål i form av korgar, lerkärl, ölkrus, blåsrör, pilar, verktyg, textilier och instrument. Resultatet blev en utställning på Konstfackskolan i Stockholm, där Bengt Arne Runnerström visade medtagna föremål, teckningar och dagboksblad.
En del av materialet som visades i Stockholm köptes in av Riksutställningar och kom att utgöra grunden för vandringsutställningen Bundna händer. Bengt Arne Runnerström fick också formge utställningen och ta fram ett studiehäfte. Produktionen skedde i visst samarbete md Etnografiska museet.
Utställningsskåpet som användes i Bundna händer var 75 centimeter högt, 60 centimeter brett och 40 centimeter djupt. Det var försett med hjul så att det skulle vara lätt att transportera mellan klassrum i en skola. I lådorna på skåpet fanns material och föremål med olika teman som var utformade för grupparbete i skolan – bland annat ”Keramik och korgar”, ”Coca och färg”, ”Musik”, Textil och verktyg”.
I Riksutställningars arkiv finns en beskrivning av innehållslistan mer i detalj. I skåpet fanns:
- Originalföremål från Bolivia, Chile, Colombia, Ecuador, Peru.
- Litteratur och diabildserie/ljudband med historisk översikt och aktuell samhällsinformation.
- Diabildserier med text som visar tillverkning av korgar, keramik, textilier, blåsrör, pilar, musikinstrument.
- Ljudband med indiansk musik.
- Studiehäfte med förslag till grupparbete kring utställningen.[12]

Det fanns också bilder och kartor som placerade in föremålen geografiskt i Sydamerika.
Med Bundna händer –  indianskt hantverk i Sydamerika följde totalt 6 olika diabildsserier:
- Bundna händer: 16 bilder.
- Keramik och korgar: 10 bilder.
- Coca och färg: 10 bilder.
- Musik: 10 bilder.
- Textil: 10 bilder.
- Verktyg: 10 bilder.[14]

De 16 bilderna som ingick i diabildsserien Bundna händer visade hur livet såg ut för indianer på olika platser i Sydamerika:
1. Centrum i Bogotá, Colombias huvudstad.
2. ”Gamínes”, Bogotá, Colombia.
3. Militärpolisen i Bogotá, Colombia.
4. Procession för konfirmander, Ayacúcho, Peru.
5. Indianska bönder skördar quénoa en tidig morgon vid Titicacasjön. Det 7 000 meter höga berget Illámpu i bakgrunden.
6. Utanför ett kontor i Cuenca, Ecuador.
7. Salesianermissionens museum i Punta Arénas, Chile.
8. Indianska bärare, Riobámba, Ecuador.
9. Arhuácoindian, Sierra Nevada, norra Colombia.
10. Cubéoindianer på Vaupésfloden, östra Colombia.
11. Auca-indianer. Byn Nuchino eller Dayúno, östra Ecuador.
12. Artikel ur tidskriften ”Året Runt”.
13. Nybyggarhydda nära San José del Guaviáre, östra Colombia.
14. Cubéoindian skär skåror i ett gummiträd för att göra svart färg till barktygsmålning, östra Colombia.
15. Regeringsbyggnaden vid Plaza Bolivar, Bogotá, Colombia.
16. Måltid hos Aguarúnaindianerna, Maranonfloden, norra Peru.[15]

I studiehäftet/utställningskatalogen ingick förslag till hur utställningen skulle kunna användas i skolundervisningen – lektionsplanering, texter och diskussionsfrågor till diabildsserierna. För Bundna händer fanns också texterna, utan frågorna, på ett ljudband. Häftet uppmanade till visning av de olika bilderna med ett uppehåll mellan för att läraren skulle kunna ställa frågor med anknytning till innehållet. Studiehäftet föreslog att bildvisningen skulle avslutas med en diskussion och att tiden som skulle avsättas var 2 lektioner gånger 40 minuter. I studiehäftet/utställningskatalogen fanns också tips på litteratur för de som ville lära sig mer om Sydamerikas indianer.

### Eusebios by
Bundna händer visades tillsammans med den mindre utställningen Eusebios by, som bestod av verk av konstnären Eusebio Topooco. Han tillhörde det indianska aymarafolket och var född i Bolivia men var sedan 1970 bosatt i Sverige. Eusebios by var tänkt som ett komplement till Bundna händer, för att fördjupa innehållet i huvudutställningen och göra det mer levande. Syftet var att berätta om indianfolkens liv och hur de behandlades av de styrande.
Eusebios by bestod av 13 tavlor och 5 fotografier tagna av målningar, som visades på utställningen i form av diabilder. De avfotograferade målningarna föreställde scener från det hårda livet i några av de gruvdistrikt där många indianer tvingades arbeta. Nedan listas de svenska titlarna på verken med översättningen inom parentes.

#### Målningarna
1. Aymarer (Aymaranaka). Familj reser med åsnor som bland annat bär filtar, skinn och matvaror.[19]
2. Klädedräkten. Indianerna tillverkades själva sina kläder, till största delen av lamadjurshud eller ull. Exempel i form av ett Yapisa-bälte av ull, mössor av fårskinn och ull, dräkt av lamadjursskinn med broderier.
3. Barn och mor på marknaden (Wawanakampi mamanpi khatunkasipkiwa). Ur katalogtexten: ”Världens finaste keramik finns i Bolivia och Peru. Man kan se mycket av den keramiken på Europas museer. Föremålen ger uttryck för värme och kärlek. Detta har konstnärerna format med sina händer”.[20]
4. Far plockar kvistar (Wishu apthapiski). Man som samlar in kvistar av den vildväxande wishu-busken.
5. Han tittar på fågeln (Jupaja hjmashi unshukiski). En aymarapojke tittar på en fågel som sitter på ett hustak.[21]
6. De kardar ull (Jupanakaja tisasipkiwa). Äldre syskon sitter på fårskinn vid en dörr och kardar ull som barn och föräldrar ska spinna under dagen.
7. På väg till medicinmannen (Khollikaruo sarki). Man på väg till medicinmannen i solnedgången efter dagens arbete.[22]
8. Medicinmannen (Kholliri). Medicinman på huk i en ravin på natten.[23]
9. Med medicinmannen (Khollirimpi). Medicinman Wanka masserar flickan Pukaras kropp med örtextrakt.
10. Farmor och barnbarn (Allshinakaja awichapampi). Farmor Marcela lagar mat till barnbarnen Jonas och Mamani.[24]
11. De är hemma (Utankasipkiwa). Mor med sin sjuke son sitter på ett lamaskinn en solig dag. Modern masserar sonen med ormfett och cocabladssaft.
12. Vinterbad i Anderna (Autipachana jarikhasiskapge). Jonas, sex år gammal, badas i en bäck i slutet av vintern och början på våren.[25]
13. Den mäktige kondoren (Mallko Kunduri). Skildring av den fågelart som är känd under namnet kondor och som hyllas och vördas i den så kallade andinska regionen i Sydamerika. Kondoren är en av världens största flygande fåglar och har blivit tillägnad den peruanska folkmusikbaserade visan El cóndor pasa, tolkad av bland andra Perry Como och duon Simon and Garfunkel.[26]

#### Diabildsserien
1. Imanuta by. Belägen i sydvästra Khollasuyu, dagens Bolivia.[26]
2. Ensamma mödrar. Ensamstående indianmödrar som bor och arbetar vid gruvor i Bolivia med att plocka mineraler utanför gruvorna. De hade en dåvarande lön på 13 pesos, cirka tre kronor, för mer än 8 timmars arbetsdag.
3. Livsmedelskö. Lång kö i Bolivias gruvdistrikt för att få köpa matvaror av dålig kvalitet från gruvbolagets egen affär, efter att ha köat från 5-, 6-tiden på morgonen.[27]
4. Gruvarbetarfamilj. Förtryckta indianer bildar en gruvarbetande under- och arbetarklass.
5. Massaker på landsbygden. 1974 dödades cirka 200 indianer av militär i Cochabambadalen, efter att ha protesterat mot regeringens höjning av priset på baslivsmedel med mer än 100 procent.[18]

#### ProduktionsgruppenBundna händer
- Projektledare: Rigmor Eklund.
- Ursprunglig idégivare/producent/formgivare/tecknare: Bengt Arne Runnerström.
- Formgivare: Björn Ed.
- Turnéansvariga: Aina Bjerk, Birgitta Nåsby.
- Samarbetspartners: Latinamerika-institutet Stockholm, Folkhögskolans lärarförening, Folkbildningsförbundet, Sida, Etnografiska museet (Anna Brita Hellbom).
- Slutligt utförande: Riksutställningars ateljé.[3][13][28]

#### ProduktionsgruppenEusebios by
- Målningar: Eusebio Topooco.
- Katalogtexter: Eusebio Topooco.
- Fotoatelje: Olof Wallgren.
- Ateljéarbeten: Lars Jansson.
- Producent: Rigmor Eklund.[29]

## Turné
Bundna händer var turnélagd till och med 1988-12-04. Upplösning av utställningen föreslogs i slutet av augusti 1988 från och med 1988-12-15. Motiveringen till att lägga ner utställningen var att den var gammal, den hade producerats 1975. Den var också sliten och utställningskatalogerna för Bundna händer var slut. Utställningen Eusebios by var turnélagd till och med 1989-10-29 och föreslogs 1990-08-28 läggas ner omedelbart, eftersom utställningen hade blivit gammal och efterfrågan på den upplevdes inte som tillräckligt stor.
1975:
Nyköpings skolstyrelse: Gnesta, Frejaskolan 1/9-12/9, Brandkärr 15/9-26/9, Borgmästarhagen 29/9-10/10, Nicolai 13/10-24/10, Oppeby 27/10-7/11, Därefter:, Tibro, Nyboskolan 20/11-10/12
1976:
Bandhagen, Rågsvedsskolan 12/1-8/2 Göteborg, Göteborgs etnografiska museum 9/2-9/6 Vänersborg, Brättegårdens yrkesskola 5/7-2/8 Örnsköldsvik, Läromedelscentralen 20/8-2/9 Lycksele, Tannbergsskolan 10/9-19/9
1977: Huddinge, Programbyrån 29/8-18/9.
1978:
Eskilstuna, Medborgarskolan 2/11-17/11, 12/12-1/1 Gällivare, Folkbiblioteket 10/1-24/1 Pålsboda, Folkasboskolan 30/1-12/2 Örebro, Örebro skolstyrelse 20/2-10/6 Tanumshede, Tanums kommunbibliotek 4/9-18/9 Växjö, ABF Kronoberg 25/9-23/10 Nässjö, Brinellskolan 30/10-15/11 Falkenberg, Falkenbergs bibliotek 20/11-20/12
1979:
Motala, Motala skolstyrelse 8/1-10/6 Forsheda, Forsheda högstadieskola 20/8-4/9 Strängnäs, Paulinska skolan 10/9-23/9 Åsa, Löftadalens folkhögskola 1/10-15/10 Vara, Vara folkbibliotek 22/10-6/11 Vingåker, Kjesäters folkhögskola 12/11-25/11
1980:
Linköping, Stifts- och landsbiblioteket 5/12-2/1 Kalix, kommunbiblioteket 7/1-21/1 Bräcke, skolstyrelsen 28/1-10/2 Östersund, Jämtlands läns bibliotek 18/2-23/3 Stockholm 31/3-9/5 Hölö, Hölö bibliotek 27/8-14/9 Mölnbo, Mölnbo bibliotek 15/9-28/9 Södertälje, Ronna bibliotek 29/9-19/10 Södertälje, Hovsjö bibliotek 20/10-2/11 Gävle, Högskolan Gävle-Sandviken 6/11-20/11 Västerås, Högskolan Eskilstuna-Västerås 25/11-11/12
1981:
Trosa, Trosa fritidsgård 12/1-26/1 Tierp, Tierps kommun, Kultur- och fritidsförvaltningen 2/2-5/4 Oxelösund, Frösängsskolan 21/4-10/5 Göteborg, Kursverksamhetens konstskola 28/9-11/10 Örebro, Örebro stadsbibliotek och Hagabiblioteket 19/10-14/11
1982:
Vingåker, Kjesäters folkhögskola 23/11-4/1 Uddevalla, Göteborgs och Bohus länsbildningsförbund 10/1-15/6 1982: Surte, Bohusskolan 11/1-24/1 Hisings backa, S:t Jörgens sjukhus 1/2-14/2 Hisings backa, Lillhagens sjukhus 22/2-7/3 Stenungssund, Stenungssundsskolan 15/3-28/3 Tanumshede, Tanumsskolan 12/4-25/4 Svanesund, Ängås högstadieskola 26/4-9/5, därefter Mölnlycke, Ekdalsskolan 27/9-24/10 Ösmo, Ösmo bibliotek 1/11-29/11
1983:
Kramfors, Kramfors bibliotek 31/1-13/2 Hagfors, Hagfors bibliotek 21/2-17/4 Landskrona, Landskrona museum 22/4-31/5 Härnösand, Härnösands kulturförvaltning 5/9-2/11 1983: Älandsbro, Älandsbro bibliotek  Utansjö, Utansjö bibliotek, därefter Bro, Upplands Bro bibliotek 10/11-9/12
1984:
Åstorp, Hyllinge bibliotek 5/3-18/3 Halmstad, Halmstads bibliotek 1/10-21/10 Varberg, Varbergs bibliotek 25/10-18/11
1985:
Karlstad, Kroppkärrsskolan 4/3-27/3 Uddevalla, Uddevalla kommun 15/4-28/4 Lysekil, Gullmarsskolan 6/5-28/5 Tibro, Tibro museum 2/9-7/10
1986:
Växjö, Norrgårdsskolan 24/2-9/3 Delsbo, Edöskolan 13/3-26/3 Västerås, Västerås bibliotek 1/4-30/6 Ljungby, Ljungby kommunbibliotek 1/9-28/9 Hammarstrand, Anders-Olof-skolan 14/10-29/10 Offerdal, Änge centralskola 3/11-7/12
1987:
Växjö, Växjö skolstyrelse  12/1-15/6 1987: Växjö, Norrgårdsskolan, Ingelstad, Ingelstad skola, därefter Örebro, Folkbiblioteket 31/8-13/9 Gnesta, Frejaskolan 17/9-30/9, sedan 5/10-16/11 Kista, Kista bibliotek Spånga, Rinkeby bibliotek Spånga, Tensta bibliotek
1988:
Ulricehamn, ABF Ulricehamn/Tranemo 14/3-29/3 Oxelösund, Oxelösunds bibliotek 2/5-5/6 Ryd, Ryds bibliotek 5/9-2/10 Sölvesborg, Sölvesborgs bibliotek 10/10-30/10 Töreboda, Töreboda bibliotek 2/11-16/11 Vingåker, Vingåkers bibliotek 21/11-4/12
1989:
Endast utställningen Eusebios by: Bromölla, Bromölla bibliotek 20/2-19/3.

## Ekonomi
Budgetramen för produktion av vandringsutställningen Bundna händer – indianskt hantverk från Sydamerika var 1975-03-12 satt till 16 000 kronor. Den preliminära budgeten för produktion och distribution av utställningen Eusebios by var 1980-01-14 satt till 34 080 kronor respektive 10 790 kronor.